# Cellole
Cellole là một đô thị ở tỉnh Caserta trong vùng Campania của Ý, có vị trí cách khoảng 50 km về phía tây bắc của Napoli và khoảng 45 km về phía tây bắc của Caserta. Tại thời điểm ngày 31 tháng 12 năm 2004, đô thị này có dân số 7.560 người và diện tích là 35.0 km².
Đô thị Cellole có các frazioni (các đơn vị cấp dưới, chủ yếu là các làng) Baia Domitia, Baia Felice, Casamare, và Centore.
Cellole giáp các đô thị: Sessa Aurunca.